# Ștei (okręg Hunedoara)
Ștei – wieś w Rumunii, w okręgu Hunedoara, w gminie Densuș. W 2011 roku liczyła 197 mieszkańców.